# Thomas von Heesen
Thomas von Heesen (* 1. Oktober 1961 in Höxter) ist ein ehemaliger deutscher Fußballspieler und -trainer und -funktionär.

## Laufbahn

### Spieler
Als Jugendspieler spielte von Heesen zunächst im Fußballverein DJK seines Heimatortes Albaxen, wechselte dann zum VfL Höxter und ging mit 17 Jahren zum 1. FC Paderborn. 1980 wurde er vom HSV verpflichtet, Trainer Ernst Happel bezeichnete ihn als „das größte Talent im deutschen Fußball.“ Er machte sein Abitur wie viele andere HSV-Nachwuchsspieler am Gymnasium Heidberg in Hamburg-Langenhorn. In seiner aktiven Fußballerkarriere wurde der Mittelfeldspieler mit dem Hamburger SV, für den er 368 seiner insgesamt 378 Bundesliga-Spiele bestritt, zweimal Deutscher Meister und einmal DFB-Pokalsieger. Den größten Erfolg feierte er mit dem HSV 1983 mit dem Gewinn des Europapokals der Landesmeister. Von Heesen wurde im Endspiel gegen Juventus Turin in der 56. Minute für Lars Bastrup eingewechselt.
In der Saison 1986/87 machte ihn Ernst Happel zum HSV-Mannschaftskapitän, von Heesen führte die Mannschaft als Spielführer im Juni 1987 zum Gewinn des DFB-Pokals und hatte das Amt auch nach Happels Abschied inne. Von Hessen galt als technisch guter Spieler. Im Mai 1988 nahmen ihm HSV-Trainer Willi Reimann und HSV-Manager Felix Magath das Kapitänsamt ab. Im Januar 1989 stand von Heesen vor einem Wechsel zu Eintracht Frankfurt, war sich mit den Hessen handelseinig. Es entwickelte sich ein tagelanges Verwirrspiel, da die HSV-Führung das Geschäft wegen der Nichterfüllung der Ablöseforderung als gescheitert ansah, nachdem die Eintracht-Führung bereits Vollzug vermeldet hatte. Die Eintracht legte beim DFB schriftlich Beschwerde ein, von Heesen reiste Anfang Februar 1989 aus dem HSV-Trainingslager in Richtung Frankfurt ab und bestand laut Hamburger Abendblatt zunächst auf den Wechsel zur Eintracht. Nach dessen endgültigem Scheitern kehrte er zum HSV zurück. Nach dem geplatzten Wechsel kam es zwischen von Heesen und Holger Klemme zum Streit über die Frage, ob der Spielerberater mit dessen Interessenvertretung betraut war oder nicht. Im November 1989 verlängerte von Heesen seinen Vertrag mit den Hamburgern bis 1994. In der Saison 1993/94 war er wieder HSV-Kapitän.
Im Sommer 1994 ging von Heesen in die ostwestfälische Heimat zurück und unterschrieb bei Arminia Bielefeld. Der Verein spielte seinerzeit in der neueingeführten Regionalliga West/Südwest, der dritthöchsten Spielklasse im deutschen Fußball. Arminia Bielefeld schaffte als Tabellenerster in der Saison 1994/95 den Aufstieg in die 2. Fußballbundesliga und der Mittelfeldspieler lieferte dazu mit sieben Toren in 26 Einsätzen einen wichtigen Beitrag. Hier gelang von Heesen mit Arminia Bielefeld der sofortige Aufstieg („direkter Durchmarsch“) in die Fußballbundesliga. Dort erzielte er noch sein 100. Bundesliga-Tor und beendete am 31. Mai 1997 seine aktive Spielerkarriere.

### Trainer und Funktionär
In der Saison 1997/98 war von Heesen Teammanager bei Arminia Bielefeld. Während der Saison 1998/99 übernahm er als Cheftrainer die Nachfolge von Ernst Middendorp und führte den zwischenzeitlich abgestiegenen Klub zurück in die Bundesliga. Nach dem Aufstieg der Arminia wechselte er als Sportdirektor zu Hannover 96. Dieses Amt hatte er nur bis zum Dezember 1999 inne. Am 5. Dezember 2000 wurde er Nachfolger von Klaus Toppmöller beim Zweitligisten 1. FC Saarbrücken. Die Saarländer trainierte er bis zum 21. August 2001. Ab 17. September 2001 stand er wieder bei der Bielefelder Arminia unter Vertrag, dieses Mal als Sportdirektor. Dieses Amt hatte er bis 2005 inne, zwischenzeitlich fungierte er vom 17. Februar bis 1. März 2004 auch als Interimstrainer der Arminia. Am 12. Mai 2005 übernahm er schließlich das Traineramt bei den Bielefeldern und sicherte an den letzten beiden Spieltagen der Saison 2004/05 den Klassenerhalt. Im Februar 2007 trat er von dieser Position zurück, nachdem die Arminia neun Spiele in Folge sieglos blieb. Bereits wenige Wochen zuvor gab er bekannt, die „Alm“ am Saisonende verlassen zu wollen. Nach der Entlassung des Trainers Hans Meyer wurde von Heesen am 12. Februar 2008 offiziell Trainer des 1. FC Nürnberg, konnte den Abstieg des FCN in die 2. Bundesliga jedoch nicht verhindern. Nach einem mäßigen Start in die 2. Fußball-Bundesliga 2008/09 war er in Nürnberg in die Kritik geraten, speziell bei Präsident Michael A. Roth, der ihm mangelnde Identifikation mit dem Verein vorwarf. Am 28. August 2008 gab von Heesen seinen Rücktritt bekannt. Anschließend übernahm er im September 2008 den zyprischen Verein Apollon Limassol, wo er im Januar 2010 nach 16 Monaten allerdings wegen anhaltender Erfolglosigkeit entlassen wurde.
Seit Dezember 2006 hat von Heesen die DFB-Lizenz als Fußballlehrer.
Am 29. November 2011 wurde von Heesen Trainer der Kapfenberger SV in der österreichischen Bundesliga und damit Nachfolger von Werner Gregoritsch. Der Verein stand zur Winterpause mit vier Punkten Rückstand auf dem Abstiegsplatz. Als der Abstand drei Spieltage vor Saisonschluss auf neun Punkte angewachsen war und der Abstieg praktisch feststand, wurde der Vertrag mit dem Trainer bis 2015 verlängert, um mit ihm den Neuaufbau und den Wiederaufstieg in der zweithöchsten Spielklasse anzugehen. Doch der Erfolg mit Kapfenberg blieb aus. Nach 16 Runden in der Ersten Liga in der Saison 2012/2013 hatte Kapfenberg nur zwei Siege bei jeweils sieben Niederlagen und Unentschieden verbucht. Kapfenberg drohte der Abstieg in die Regionalliga. Als Konsequenz wurde von Heesen am 10. November 2012 als Trainer entlassen.
Im Juli 2014 wurde von Heesen stellvertretender Aufsichtsratsvorsitzender der HSV Fußball AG, in die die professionelle Fußballabteilung des Hamburger SV zuvor ausgegliedert worden war. Am 26. Februar 2015 trat er aus dem Aufsichtsrat zurück.
Am 1. September 2015 wurde von Heesen Trainer von Lechia Gdańsk aus der polnischen Ekstraklasa. Am 3. Dezember 2015 wurde er dort entlassen.
Am 13. März 2018 wurde von Heesen sportlicher Berater des Vorstandes der HSV Fußball AG, nachdem eine Woche zuvor der Vorstandsvorsitzende Heribert Bruchhagen sowie der Direktor Profifußball Jens Todt freigestellt worden waren.
Laut eigener Aussage wird er in Zukunft nicht mehr als Trainer arbeiten, bleibt dem Fußball aber weiter verbunden. Derzeit ist von Heesen öfter mit der Fußballschule Hollyvent unterwegs.

## Erfolge
| Als Spieler | Als Spieler             | Als Spieler                         |
| Saison      | Mannschaft              | Ereignis                            |
| ----------- | ----------------------- | ----------------------------------- |
| 1980/81     | Hamburger SV            | Deutscher Vizemeister               |
| 1981/82     | Hamburger SV            | UEFA-Pokal-Finalist                 |
| 1981/82     | Hamburger SV            | Deutscher Meister                   |
| 1982        | U-21-Nationalmannschaft | Vize-Europameister                  |
| 1982/83     | Hamburger SV            | Europapokalsieger der Landesmeister |
| 1982/83     | Hamburger SV            | Deutscher Meister                   |
| 1983/84     | Hamburger SV            | Deutscher Vizemeister               |
| 1986/87     | Hamburger SV            | Deutscher Vizemeister               |
| 1986/87     | Hamburger SV            | DFB-Pokal-Sieger                    |
| 1995/96     | Arminia Bielefeld       | Bundesligaaufstieg                  |
| Als Trainer |                         |                                     |
| Saison      | Mannschaft              | Ereignis                            |
| 1998/99     | Arminia Bielefeld       | Aufstieg in die 1. Bundesliga       |